# Hans Saalfeld

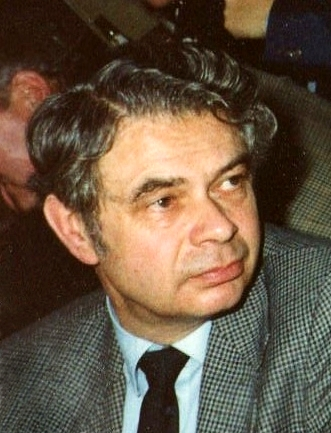
Hans Saalfeld, 1982

Hans Saalfeld (* 3. Juni 1928 in Hamburg; † 28. Oktober 2019 ebenda) war ein deutscher Gewerkschafter, Vorsitzender des DGB Hamburg von 1969 bis 1988 und Abgeordneter der Hamburgischen Bürgerschaft für die SPD.

## Familie
Hans Saalfeld entstammt einer Hamburger Arbeiterfamilie mit enger Bindung an Sozialdemokratie und Gewerkschaftsbewegung. Er gehört schon in dritter Generation sowohl der SPD, der Gewerkschaft als auch der Bürgerschaft an. Sein Vater Hermann Saalfeld arbeitete zudem als Mitglied im Reichsbanner Schwarz-Rot-Gold mit, welches sich während der Zeit der Weimarer Republik aktiv im Kampf gegen die Gegner der Republik von rechts und links einbrachte. Hermann Saalfeld wurde zudem während der Zeit der NS-Herrschaft mehrfach verhaftet. Sein Onkel Rudolf Saalfeld war als Industriegewerkschaft-Metall-Bevollmächtigter in Hamburg bekannt. Die Familie hatte während der nationalsozialistischen Herrschaft unter schweren politischen Repressalien zu leiden.

## Leben
Nach dem Abschluss der Volksschule machte Hans Saalfeld eine Lehre zum Maschinenbauer bei der Firma Heidenreich & Harbeck in Hamburg. 1944/45 wurde er zum Kriegsdienst eingezogen und geriet in Gefangenschaft. Nach der Entlassung fand er in der Metallindustrie keine Arbeit mehr, weil die Branche völlig darniederlag. So ging er als Betriebshandwerker zur damaligen GEG und wurde im selben Jahr Mitglied von Gewerkschaft und SPD. Für deren Jugendorganisation Die Falken arbeitete er ehrenamtlich als Jugendgruppenleiter. Die Kollegen der GEG wählten ihn zum Vorsitzenden des Gesamtbetriebsrates und die Gewerkschaft schickte ihn in den Aufsichtsrat der GEG.

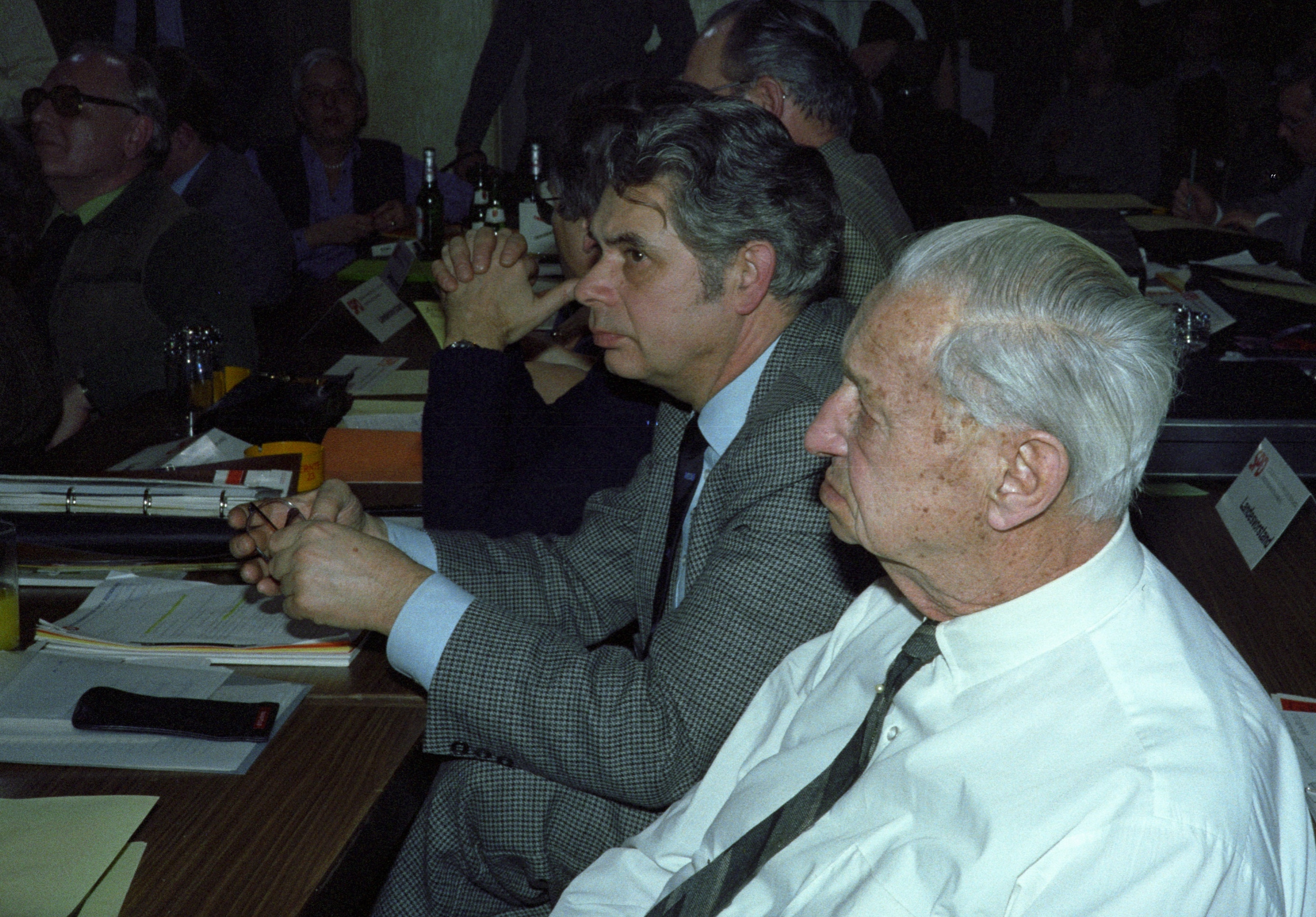
Neben Altbürgermeister Herbert Weichmann auf einem SPD-Landesparteitag in Hamburg

Hans Saalfeld bildete sich in volks- und wirtschaftspolitischen Seminaren weiter und auch im sozialpolitischen Bereich. Es folgte 1956 der Besuch der Internationalen Genossenschaftsschule in Wien. 1961 entsandte ihn die SPD-Landesorganisation als Deputierten in die Behörde für Ernährung und Landwirtschaft. 1960 erfolgte seine Wahl zum Hamburger Vorsitzenden der Gewerkschaft NGG. 1969 stieg er zum Vorsitzenden des Deutschen Gewerkschaftsbundes Kreis Hamburg auf und übte das Amt bis 1988 aus. In die Hamburger Bürgerschaft zog er im Mai 1966 ein und arbeitete dort insgesamt 25 Jahre, darunter sechs Jahre als stellvertretender Fraktionsvorsitzender seiner Partei und zwölf Jahre als Vizepräsident des Parlaments.
Als wichtigste politische Aufgabe aller demokratischen Kräfte sehe ich die Wahrung freiheitlicher Rechte, so wird seine Rede bei seinem 75. Geburtstag zitiert: Wer die Freiheit nie verloren hat, wird nie ermessen können, wie schwer es ist, sie zurückzugewinnen.
Katja Karger, Vorsitzende des DGB Hamburg zum 90. Geburtstag: „Wir wünschen Hans als langjährigem und geschätztem Gewerkschaftskollegen alles Gute zu seinem 90. Geburtstag. Er kann auf ein langes und verdienstvolles Leben zurückblicken. Studierendenproteste, Lehrlingsaufstand, der deutsche Herbst und die RAF, technische Umwälzungen, Neue Heimat, Werftensterben, Massenarbeitslosigkeit, 35-Stunden-Woche – viele noch heute bekannte und präsente – Themen fielen in seine Amtszeit. Für ein Thema hat sich Hans ganz besonders intensiv eingesetzt: Das Bildungsurlaubsgesetz. Mit diesem wichtigen Gesetz hat Hamburg 1974 als erstes Bundesland das Recht auf bezahlten Bildungsurlaub eingeführt.“

## Veröffentlichungen
- Gebündelte Kraft – Die Wechselbeziehung von Einheitsgewerkschaft und Parteipolitik nach 1945 in: IG Metall Verwaltungsstelle Hamburg (Hrsg.): "Wartet nicht auf andere, packt jetzt selbst mit an", VSA:Verlag, Hamburg 1995,  S. 11–34.

## Mitgliedschaften
In seiner Eigenschaft als DGB-Vorsitzender:
- Mitglied im Kuratorium Berufsfortbildungswerk des DGB
- Verwaltungsausschuss Arbeitsamt Hamburg
- Hochschulbeirat der Hochschule für Wirtschaft und Politik

darüber hinaus:
- Vorstandsmitglied der Landesarbeitsgemeinschaft ARBEIT und LEBEN
- Vorstandsmitglied GBI Großhamburger Bestattungsinstitut
- stellvertretender Vorsitzender der Fluglärmschutzkommission
- Beirat Weltweite Partnerschaft

Aufsichtsratsmandate:
- Norddeutsche Werbefernsehen GmbH
- AGEKA Klempnereigenossenschaft

## Ehrungen
Für durch öffentliche Wirken erworbene bleibende Verdienste um Hamburg wurde ihm am 5. Oktober 1993 vom Hamburger Senat die Bürgermeister-Stolten-Medaille verliehen. Zudem war er Ehrenvorsitzender und Ehrenmitglied des Reichsbanners Schwarz-Rot-Gold.